# كازوكي ساكورادا
كازوكي ساكورادا (باليابانية: 櫻田 和樹) (1 أغسطس 1982 في شيزوكا في اليابان – )؛ هو لاعب كرة قدم ياباني سابق كان يلعب كلاعب وسط.

## وصلات خارجية
- كازوكي ساكورادا على موقع رابطة كرة القدم اليابانية للمحترفين (اليابانية)
- كازوكي ساكورادا على موقع قاعدة بيانات كرة القدم.إي يو (الإنجليزية)
- كازوكي ساكورادا على موقع Soccerway.com (الإنجليزية)